# 狄隆
狄隆（英語：Julian Edward Dillon，1899年—1961年6月25日），是天主教美國籍神父及方濟會會士。曾任沙市宗座監牧區宗座監牧（1929年-1941年）。

## 生平
狄隆出生於1899年，美國康涅狄格州哈特福縣布里斯托。1929年，狄隆30歲時在晉鐸。
1936年7月11日狄隆在37歲時，獲時任教宗庇護十一世任命為沙市宗座監牧區宗座監牧。
1949年10月1日，中國共產黨在中國大陸地區建立中華人民共和國，並開始針對天主教進行宗教迫害及打壓，教會已經無法正常功能。1949年狄隆神父被拘和審判。1951年，狄隆被驅逐出境，經香港再回臺灣。
1961年6月25日，狄隆神父在中華民國臺灣宜蘭縣羅東鎮去世，享年62歲。